# Orchestre symphonique de la WDR de Cologne
L’Orchestre symphonique de la WDR de Cologne (en allemand WDR Sinfonieorchester Köln) est l'orchestre symphonique de la radio Westdeutscher Rundfunk (WDR) basé à Cologne.

## Historique
La formation, fondée en 1947, est particulièrement renommée pour sa défense du répertoire contemporain, avec par exemple la musique de Karlheinz Stockhausen ; elle fut dirigée entre autres par Karl Böhm, Fritz Busch, Herbert von Karajan, Erich Kleiber, Otto Klemperer, Georg Solti, Günter Wand et Claudio Abbado. L'orchestre est invité régulièrement dans tous les pays européens ainsi qu'en Amérique et en Asie. Ses enregistrements furent primés à plusieurs reprises ; l'intégrale des symphonies de Chostakovitch sous la direction de Rudolf Barshaï sous label Brilliant Classics a reçu en 2003 le « Prix international du Disque ».
En 2024, pour succéder à Cristian Măcelaru, à la tête de la phalange depuis 2019, Marie Jacquot est nommée directrice musicale de l'orchestre à compter de la saison 2026-2027, pour une durée de quatre ans.

## Chefs permanents
Comme chefs permanents de l'orchestre se sont succédé :
- Wilhelm Schüchter
- Christoph von Dohnányi (1964–1969)
- Zdenek Macal (1970–1974)
- Hiroshi Wakasugi (1977–1983)
- Gary Bertini (1983–1991)
- Hans Vonk (1990–1997)
- Semyon Bychkov (1997–2010)
- Jukka-Pekka Saraste (2010-2019[3])
- Cristian Măcelaru (depuis 2019[4])

## Principaux enregistrements
- Luciano Berio (1925-2003) : Coro für Chor und Orchester (Luciano Berio)
- Johannes Brahms (1833-1897) : Symphonies 1-4 (Semyon Bychkov)
- Anton Bruckner (1824-1896) : Symphonies 1-9 (Günter Wand)
- Gustav Mahler (1860-1911) : Symphonies 1-10 (Gary Bertini)
- Dmitri Chostakovitch (1906-1975) : Symphonies 1-15 (Roudolf Barchaï)
- Franz Schubert (1797-1828) : Symphonies 1-9 (Günter Wand)
- Robert Schumann (1810-1956) : Symphonies 1-4 (Hans Vonk)
- Karlheinz Stockhausen (1928-2007) : Gruppen (Karlheinz Stockhausen, Bruno Maderna, Pierre Boulez)
- Richard Strauss (1864-1949) : Elektra (Semyon Bychkov, Deborah Polaski)
- Richard Strauss (1864-1949) : Daphne (Semyon Bychkov, Renée Fleming)
- Gustav Mahler (1860-1911) : Symphonie 9 (Jukka-Pekka Saraste)
- Igor Stravinsky (1882-1971) : L'oiseau de feu (Jukka-Pekka Saraste)